# Épisodes du Livre de Boba Fett
Chronologie
The Mandalorian (saison 2) The Mandalorian (saison 3)
Cet articles présente les épisodes de la série Le Livre de Boba Fett.

## Distribution

### Personnages principaux
- Temuera Morrison (VF : Bruno Dubernat ; VQ : Normand D'Amour) : Boba Fett[1],[2]
- Ming-Na Wen (VF : Diane Dassigny ; VQ : Sofia Blondin) : Fennec Shand[1],[2]
- Pedro Pascal (VF et VQ : Dominique Guillo) : Le Mandalorien / Din Djarin (épisodes 5 à 7)
- Matt Berry (VF et VQ : Laurent Gris) : 8D8
- Jennifer Beals (VF et VQ : Flora Brunier) : Garsa Fwip, patronne du bar Le Sanctuaire
- Carey Jones : Krrsantan le Noir

### Personnages secondaires
- David Pasquesi (VF : Éric Aubrahn ; VQ : Jacques Lavallée) : majordome de Mok Shaiz
- Robert Rodriguez (VF et VQ : Nicolas Justamon) : Mok Shaiz, Maire de Mos Espa
- Sophie Thatcher (VF et VQ : Zina Khakhoulia) : Drash (épisodes 3, 6 et 7)
- Jordan Bolger (VF et VQ : Léo Faure) : Skad (épisodes 3, 6 et 7)
- Frank Trigg et Collin Hymes : les gardes Gamorréens
- Danny Trejo (VF et VQ : Gunther Germain) : le gardien du rancor (épisode 3)
- Wesley Kimmel : enfant Tusken (épisodes 1 à 3)
- Xavier Jimenez : chef de la tribu Tusken (épisodes 1 à 3)
- Joanna Bennett : guerrière Tusken (épisodes 1 à 3)
- Dawn Dininger : prisonnier Rodien (épisode 1)
- Sam Witwer : voix du prisonnier Rodien[3] (épisode 1)
- Daniel Logan : Boba Fett enfant (archives de l'épisode II de Star Wars : L'attaque des clones, épisodes 1 et 3)
- Barry Lowin : Garfalaquox (épisode 1 et 4)
- Robert Rodriguez : Dokk Strassi (voix - épisodes 1, 4 et 7)
- Phil LaMarr : chef Klatooinian / chef des Pykes (voix - épisodes 3 et 4)
- Stephen Oyoung : Dokk Strassi
- Mandy Kowalski : Camie Marstrap-Loneozner (épisode 2)
- Skyler Bible : Fixer Loneozner (épisode 2)
- Stephen Root (VF et VQ : Gérard Darier) : Lortha Peel, le vendeur d'eau (épisode 3)
- Thundercat (VF : Sourou Ouadodji) : le cyborg chirurgien (épisodes 4 et 7)
- Amy Sedaris (VF et VQ : Laurence Crouzet) : Peli Motto (épisodes 5 et 7)
- Emily Swallow (VF et VQ : Audrey Sourdive) : l'Armurière, cheffe d'un clan mandalorien (épisode 5)
- Timothy Olyphant (VF et VQ : Stéphane Roux) : Cobb Vanth (épisodes 6 et 7)
- Rosario Dawson (VF et VQ : Olivia Luccioni) : Ahsoka Tano (épisode 6)
- Mark Hamill (VF et VQ : Gauthier Battoue) : Luke Skywalker (épisode 6)
- Corey Burton (VF et VQ : Vincent Violette) : Cad Bane (épisodes 6 et 7)
- W. Earl Brown (VF et VQ : Jacques Bouanich) : barman Weequay (épisodes 6 et 7)

## Épisodes

### Chapitre 1 -Un étranger en terre hostile
- : 29 décembre 2021 sur Disney+

Dans le palais de Mos Espa sur Tatooine, Boba Fett dort dans un caisson médical, il rêve de ce qui lui est arrivé après qu'il a été projeté dans la gueule du Sarlacc (vu dans le film Le retour du Jedi) : Il s'extrait à grand peine des entrailles du monstre, s'évanouit sur le sable, est dépouillé de son armure par des Jawas puis est fait prisonnier par une autre espèce de Tatooine, les Tuskens, tentant sans succès de s'échapper. Il est réveillé par sa garde du corps Fennec Shand, ayant en effet à recevoir les tributs des principaux dirigeants de Tatooine, depuis qu'il s'est installé sur le trône sur lequel avait siégé Jabba le Hutt, puis Bib Fortuna qu'il avait éliminé (scène post-générique du dernier épisode de la saison 2 de The Mandalorian). Ceux-ci défilent devant lui, se montrent déférents, mais lui et Shand ressentent une certaine hostilité.
Ils se rendent à pied dans les rues de Mos Espa, ayant obtenu l'allégeance de deux gamoréens qui les accompagnent et les protègent. Shand lui rappelle que Jabba régnait par la terreur, Fett lui répond qu'il entend le faire avec respect. Ils vont visiter la patronne de la taverne Le Sanctuaire, Garsa Fwip, qui reconnaît le nouveau statut de Boba Fett et leur verse un tribut sonnant et trébuchant, puis en repartant, sont attaqués par un groupe de guerriers munis de boucliers lasers et de lances incapacitantes. En mauvaise posture, Fett et Shand sont sauvés par leurs gardes du corps gamoréens. L'un d'eux tue l'un des assassins, tandis que Boba et Fennec en tuent deux autres. Les trois survivants s'enfuient mais Boba a le temps de faire exploser l'un d'eux. Shand poursuit les deux autres assaillants sur les toits, en tue un en le poussant d'un toit et capture le dernier.

### Chapitre 2 -Les Tribus de Tatooine
- : 5 janvier 2022 sur Disney+

Le membre de l'ordre du Night Wind fait prisonnier par Fennec Shand est emmené dans le palais de Mos Espa devant Boba Fett assis sur le trône, et refuse de dire qui est le commanditaire de l'attaque qu'ils ont subi, mais ils le jettent dans la trappe du rancor et ce dernier, effrayé, avoue que le groupe d'assassins a été envoyé par le maire de Mos Espa, avant d'apprendre que le monstre n'est pas dans la trappe, parfaitement vide. Ils voient le maire, l'Ithorien Mok Shaiz, qui affirme ne pas être le responsable, fait signe à l'un de ses hommes d'exécuter le membre du Night Wind, puis dit à Bobba qu'il est bien plus difficile de gérer une famille qu'être un chasseur de primes et leur indique d'aller voir Garsa Fwip, de la race des Twi'lek, dans sa taverne. Elle les informe de la présence de jumeaux Hutts cousins de Jabba (un frère et sa sœur) qui revendiquent le territoire. Ils arrivent précédés par un battement de tambour, se déplacent en grande pompe sur une litière avec une quinzaine de porteurs, et réclament par droit familial le trône de Tatooine. Ils sont accompagnés par le wookiee à la pelure noire Krrsantan le Noir, armé et menaçant. Fett leur répond que c'est désormais lui le Daimyo de Mos Espa, que ce territoire lui appartient, qu'il faudra le tuer s'ils veulent prendre le pouvoir, et leur demande de retourner sur leur planète Nal Hutta. Estimant qu'un bain de sang n'est pas bon pour les affaires, les Hutts font demi-tour en annonçant que le problème pourra être réglé plus tard, tout en indiquant à Fett de se méfier en l'appelant « chasseur de primes ».

### Chapitre 3 -Les Rues de Mos Espa
- : 12 janvier 2022 sur Disney+

Boba Fett planifie comment il peut maintenir l'empire de Jabba. Un vendeur d'eau demande à Fett d'aller mettre fin aux agissements néfastes d'une bande de cyborgs qui volent son eau, affirmant que les citoyens ne le respectent pas encore. Voyant que le gang n'a pas de travail, Fett leur propose de travailler pour lui et ils deviennent dès lors ses hommes de main en compagnie des deux gamoréens.
Boba Fett retourne dans son caisson médical, s'endort et revit à nouveau son passé. Dans celui-ci, il s'en va à Mos Eisley voir le syndicat des Pykes pour collecter la taxe due. A son retour, il découvre que le campement des Tuskens a été attaqué. Les habitations ont été détruites et toute la tribu a été annihilée, enfants et adultes. Boba retrouve le symbole des assaillants inscrit sur une tente, le gang Nikto, qu'il a vu quelques jours plutôt. Après avoir brulé les corps de ses bienfaiteurs, il reprend sa route solitaire.

### Chapitre 4 -La tempête approche
- : 19 janvier 2022 sur Disney+

Boba Fett rêve à nouveau à l'intérieur de son caisson médical (la cuve à Bacta) dans le palais de Mos Espa. Ce retour dans le passé fait le « raccord » avec l'épisode 5 de la première saison de The Mandalorian. En effet, reparti à travers la mer de dunes de Tatooine à dos de Banta, il se met à couvert pour observer le gang Nikto qui a annihilé la tribu tusken dont il était devenu membre. Il constate qu'ils sont très nombreux. Il repart et tombe sur Fennec Shand mourante sur le sable. Il la recueille et l'emmène dans « l'atelier des modifiés » près de Mos Eisley. Il paye le réparateur, qui la sauve en remplaçant ses entrailles par un mécanisme complexe, sans remettre une peau par-dessus. Ils repartent ensemble, elle se réveille, Fett lui explique qu'il lui a sauvé la vie, que son objectif est de tuer l'usurpateur Bib Fortuna pour prendre le trône à Mos Espa, et puisqu'elle est en dette, ils vont faire équipe. Leur première mission est de récupérer son vaisseau de classe Firespray, gardé dans le repaire des Nikto. Ils se lancent à l'assaut et parviennent à le reprendre et à décoller. Ils survolent des brigands nikto sur leurs speederbikes, les bombardent et les éliminent tous. Fett pense que le Sarlacc a avalé son armure. Ils se rendent donc à bord du vaisseau devant le trou dans le sable où vit le monstre. Ils inspectent ses entrailles et ne trouvent nulle trace du Beskar qui constitue son armure. Le Sarlacc se réveille et ses tentacules attrapent le vaisseau. Shand parvient à déclencher une charge sonique que le monstre avale, ce qui le tue.

### Chapitre 5 -Le Retour du Mandalorien
- : 26 janvier 2022 sur Disney+

Dans un abattoir, où des employés travaillent, Din Djarin vient chercher leur chef, Kaba Baiz, contre qui une prime a été lancée. Il se bat avec son sabre laser noir contre lui et ses sbires et les élimine tous. Il se trouve dans une gigantesque station spatiale de type cylindre O'Neill (une véritable ville en forme d'ellipse), où il apporte à ses commanditaires la tête de Kaba Baiz et reçoit sa prime; durant le combat il s'est sévèrement blessé tout seul à la cuisse avec son sabre noir. Il se rend dans le lieu secret des Mandaloriens où il retrouve l’Armurière et Paz Vizsla qui le soigne, puis il leur explique la façon dont il est devenu propriétaire du sabre laser noir en vainquant Moff Gideon. L'Armurière dit à Mando que sa lance en Beskar est une arme dangereuse, qui peut transpercer les armures mandaloriennes, il lui demande donc de la fondre afin de fabriquer des outils pour un orphelin. L’Armurière demande quel est son nom et Mando dit qu'il s'appelle Grogu. Elle sait qu'il a mené sa quête à bien mais il réplique qu'il tient absolument à le revoir afin de s'enquérir de sa santé. Il l'interroge aussi sur Bo-Katan Kryze, et elle lui raconte que cette dernière a « perdu sa voie » alors qu'elle revendiquait le trône de Mandalore, et se trouve en partie responsable de la destruction de leur planète.
Paz Vizsla souligne que le sabre noir a été créé par son ancêtre Tarre Vizsla, et veut le récupérer, provoquant Mando en duel. Ils s'affrontent, Din Djarin finit par avoir le dessus, tenant un poignard sur la gorge de Vizsla. L'Armurière leur demande s'ils ont jamais retiré leur casque. Paz Vizsla confirme qu'il n'a effectivement jamais fait ça. Mando avoue que cela lui est arrivé. Elle lui signifie alors qu'il n'est plus un Mandalorien et Vizsla le traite d'apostat. Il souhaite se racheter, mais elle lui affirme que c'est chose impossible. Il prend alors un transport en direction de Tatooine.

### Chapitre 6 -L’Étranger venu du désert
- : 3 février 2022 sur Disney+

Le Marshal Cobb Vanth (vu dans l'épisode 1 de la saison 2 de The Mandalorian) intercepte quatre trafiquants d'épice Pykes sur son territoire de Mos Pelgo. Il leur demande de partir, ils tentent de se défendre et il tue trois d'entre-eux. Il laisse repartir le survivant en l'obligeant à laisser leur coffre chargé d'épices. Il le renverse sur le sable. Din Djarin arrive avec son chasseur N-1 sur la planète forestière où Luke Skywalker entraîne Grogu pour voir ce dernier. Une fois posé, il est aiguillé par R2-D2 vers un site où une noria de robots est en train de construire un édifice, et qui lui installent un banc sur lequel il s'assoit et s'endort. Apparaît alors Ahsoka Tano. Le Mandalorien est surpris de la trouver ici. Il lui explique les raisons de sa visite, et notamment le fait qu'il apporte à son jeune ami un cadeau forgé à partir de sa lance en Beskar. Tano l'emmène en vue d'une colline au sommet de laquelle Luke et Grogu sont assis face à face et le dissuade d'aller plus loin, soulignant qu'il manque terriblement à l'Enfant, que celui-ci n'est désormais plus un orphelin puisqu'il est devenu un padawan et que retrouver le Mandalorien lui ferait du mal ou lui donnerait l'envie de repartir avec lui, arrêtant ainsi sa formation. Mando acquiesce, remet son cadeau à Tano, et repart à bord de son vaisseau. Luke continue à entraîner son Padawan, il l'aide à retrouver ses souvenirs (Grogu se revoit bébé en train d'assister au massacre de ses gardiens Jedi lors de la grande purge), lui apprend à se déplacer par bonds et à développer ses réflexes, discute aussi avec Tano avant que cette dernière prenne congé, Luke lui demandant s'il la reverra à nouveau, et cette dernière répondant : « peut-être ».
Mando arrive dans le palais de Mos Espa et assiste à une réunion de préparation à la bataille contre le syndicat des Pykes, à laquelle participent Boba Fett, ses employés « modifiés » et Krrsantan le Noir. Fennec Shand souligne qu'ils manquent de troupes, Mando dit qu'il a peut-être une solution. Il repart à bord de son chasseur N-1 vers Mos Pelgo (renommée Freetown) où il retrouve Cobb Vanth et lui propose que lui et les habitants avec qui ils avaient combattu le dragon Krayt viennent prêter main-forte pour la bataille à venir. D'abord réticent, Vanth finit par dire qu'il va tenter de faire le nécessaire. Le Mandalorien repart, et le Marshal s'apprête à réunir la population, quand un inquiétant personnage arrive du désert pour lui faire face, menaçant, lui intimant de ne pas se mêler de la bataille à venir et de laisser les Pykes mener leur trafic sur son territoire. Le « duel » tourne à son avantage, il dégaine plus vite, tue son adjoint et lui tire dessus : Vanth s'écroule. L'inquiétant personnage se révèle être Cad Bane, un Duros, et l'un des chasseurs de primes les plus dangereux et efficaces de la Galaxie. 

### Chapitre 7 -Au nom de l’honneur
- : 9 février 2022 sur Disney+

Boba Fett, Fennec Shand, Din Djarin et les « modifiés » sont dans les ruines du Sanctuaire, la taverne de Garsa Fwip que les Pykes ont fait exploser. Se sachant en sous-nombre par rapport à leurs adversaires, ils attendent les renforts de Cobb Vanth et des citoyens de Freetown (anciennement Mos Pelgo), qui veulent eux aussi mettre fin au trafic d'épices du Syndicat des Pykes. Convaincu par ses alliés, Fett consent à organiser sa défense à partir de ce qui reste de la taverne, et non d'aller se terrer dans son palais. Dans le quartier général des Pykes où se trouve Mok Shaiz, le maire de Mos Espa qui leur a fait allégeance, Cad Bane arrive pour expliquer qu'il a ramené à la raison les habitants de Freetown qui selon lui ne viendront pas en renfort. Le chef Pyke révèle alors que ce sont ses hommes qui ont massacré la tribu tusken de Boba Fett, peignant sur leurs tentes le symbole du gang des speedbikers nikto, afin de désigner d'autres coupables et ne plus avoir à leur payer une protection. 
Un X-Wing se pose dans le hangar de Peli Motto à Mos Eisley. Cette dernière est toute surprise de voir que le chasseur était piloté par R2-D2, arrivé sur Tatooine pour ramener Grogu auprès du Mandalorien. L'Enfant a en effet fait son choix, il a délaissé la voie des Jedi et l'enseignement de Luke Skywalker, enfilé l'armure en cottes de maille faite en Beskar, et a décidé de rejoindre son ami Mando. À Mos Espa, Fennec Shand organise la défense, positionnant leurs alliés aux quatre coins de la ville pour surveiller les mouvements des ennemis, alors qu'ils se trouvent avec Din Djarin et Boba Fett dans les ruines du Sanctuaire. Cad Bane arrive devant l'édifice, mais Boba Fett refuse de négocier et lui dit qu'il ne parlera qu'aux chefs du Syndicat des Pykes. Ils déclenchent leur attaque dans toute la ville et prennent largement le dessus, étant beaucoup plus nombreux. Les familles du crime se révèlent avoir rejoint les Pykes et trahissent Boba Fett, engageant leurs forces dans la bataille. Fett et Mando se défendent devant la taverne et sont sur le point d'être submergés, quand une barge des habitants de Freetown arrive en renfort. Ils éliminent tous leurs adversaires pykes, mais ce n'est qu'un court répit. Des droïdes de combat surpuissants et entourés d'un champ de force entrent dans la bataille et paraissent impossibles à contrer. La bataille est en train d'être perdue. Peli Motto arrive à Mos Espa avec Grogu, Mando étant tout surpris de retrouver son jeune ami. Ils se retrouvent sous la menace d'un des droïdes de combat, quand Boba Fett surgit à cheval sur le  rancor, le monstre qu'il paraît avoir dompté, au moment où Mando est sur le point d'être tué. Il est sauvé par Grogu qui utilise la Force, puis le droïde est détruit par le rancor, le monstre s'attaquant ensuite à l'autre droïde et parvenant là aussi à le détruire. 
Cad Bane arrive pour faire face à Boba Fett toujours à cheval sur le rancor. Il parvient à effrayer le monstre en projetant des flammes, Fett est désarçonné et le rancor s'échappe en ville désormais hors de contrôle. Le face à face entre Bane et Fett tourne finalement à l'avantage de ce dernier qui tue son ennemi, alors que Fennec Shand se rend dans le repaire du chef du syndicat des Pykes et l'élimine, ainsi que ses gardes, Mok Shaiz et les trois chefs du crime, (Dokk Strassi, Garfalaquox et le patron Klatooinien), qui avaient trahi Boba pour rejoindre les Pykes. Le rancor menace maintenant la population de Mos Espa, Grogu intervient et parvient à l'endormir. La bataille s'achève, les Pykes survivants sont en déroute et s'enfuient, Fett et Shand ont gagné, non seulement cette « guerre » du trafic d'épices, mais le respect des habitants qui les saluent tous et les remercient alors qu'ils se baladent dans les rues de Mos Espa. Boba Fett a ainsi gagné sa légitimé de Daimyo de la ville. Mando, pour sa part, s'envole avec Grogu à bord de son chasseur N-1, l'Enfant a une demande insistante : que son ami déclenche le booster faisant partir le vaisseau en hyper-vitesse. Mando appuie sur le bouton, l'accélération prodigieuse faisant la joie de Grogu.